# Convención Internacional sobre los Derechos de las Personas con Discapacidad
La Convención Internacional sobre los Derechos de las Personas con Discapacidad (CDPD) es un instrumento internacional de derechos humanos de las Naciones Unidas o Derecho internacional de los derechos humanos destinada a proteger los derechos y la dignidad de las personas con discapacidad. Las Partes en la Convención tienen la obligación de promover, proteger y garantizar el pleno disfrute de los derechos humanos de las personas con discapacidad y garantizar que gocen de plena igualdad ante la ley.
El texto fue aprobado por la Asamblea General de las Naciones Unidas el 13 de diciembre de 2006 en su Sede en Nueva York, y se abrió para la firma el 30 de marzo de 2007. Tras su aprobación por la Asamblea General, la Convención será abierta a los 192 Estados Miembros para su ratificación y aplicación. La Convención entraba en vigor cuando fuera ratificada por 20 países, por lo que entró en vigor el 3 de mayo de 2008. La convención cuenta con 164 signatarios, 94 signatarios del Protocolo Facultativo, 192 ratificaciones de la Convención y 107 ratificaciones del Protocolo. Se trata del primer instrumento amplio de derechos humanos del siglo XXI y la primera convención de derechos humanos que se abre a la firma de las organizaciones regionales de integración. Señala un “cambio paradigmático” de las actitudes y enfoques respecto de las personas con discapacidad.
La Convención está supervisada por el Comité de Expertos de la ONU sobre Derechos de las Personas con Discapacidad.

## Génesis

Estados Partes y firmantes del Pacto:
Firmado y ratificado
Firmado pero no ratificado
Ni firmado ni ratificado

Ésta no fue la primera vez que se planteó la necesidad que la Organización de Naciones Unidas aprobara una convención internacional en materia de derechos humanos para las personas con discapacidad. Desde las iniciativas innovadoras del decenio de 1980, fue proclamado oficialmente por el "Decenio de las Naciones Unidas para los Impedidos (1983-1992)" En 1987, una reunión mundial de expertos para examinar los progresos recomendó que la Asamblea General de Naciones Unidas debería redactar una convención internacional para eliminar todas las formas de discriminación contra las personas con discapacidad. En cambio, no obligatorios de las "Normas Uniformes sobre la igualdad de oportunidades para las personas con discapacidad"
fueron aprobados por la Asamblea General de las Naciones Unidas en 1993. En 2000, dirigentes de las cinco principales organizaciones no gubernamentales internacionales en el campo de la discapacidad (Rehabilitación Internacional, Organización Mundial de Personas con Discapacidad, la Unión Mundial de Ciegos y la Federación Mundial de Sordos), se reunieron en Pekín, China. Ellas elaboraron la "Declaración de Beijing", en la cual le piden a los gobiernos apoyo para la convención internacional. En 2001, la Asamblea General de Naciones Unidas apoyó una propuesta del gobierno de México y nombró a un Comité Ad Hoc para considerar las propuestas para la elaboración de una Convención Amplia e Integral para Promover y Proteger los Derechos y la Dignidad de las Personas con Discapacidad, basada en un enfoque holístico.

## Estructura y contenidos
La Convención sigue la tradición de derecho civil, se compone de un preámbulo y 50 artículos, que recogen derechos de carácter civil, político, social, económico y cultural. A diferencia de muchos pactos y convenciones de las Naciones Unidas, no está formalmente dividida en partes.
- Artículo 1: Propósito de la convención.
- Artículo 2: Definiciones (comunicación alternativa y aumentativa, lenguaje llano, ajustes razonables, diseño universal).
- Artículos 4-7,2: Las obligaciones de los Estados Partes con respecto a los derechos de las personas con discapacidad. Muchos de estos derechos ya habían sido afirmados en otras convenciones de las Naciones Unidas como el Pacto Internacional de Derechos Civiles y Políticos, el Pacto Internacional de Derechos Económicos, Sociales y Culturales, la Convención contra la tortura y otros tratos o penas crueles, inhumanos o degradantes, la Convención sobre los Derechos del Niño, la Convención sobre la eliminación de todas las formas de discriminación contra la mujer (CEDAW), la Convención Internacional sobre la Eliminación de todas las Formas de Discriminación Racial y la Convención internacional sobre la protección de los derechos de todos los trabajadores migratorios y de sus familiares, pero con obligaciones específicas garantizar que puedan ser plenamente realizados por las personas con discapacidad.
- Artículos (especiales) 8-9, 19-20, 26, 29-31: La aplicación de los derechos específicos establecidos en la convención incluyen el derecho a vivir independientemente y ser incluido en la comunidad, a la movilidad de las personas, habilitación y rehabilitación, y al derecho a un nivel de vida adecuado, y a la participación en la vida política y pública, y la vida cultural, la recreación y el deporte (y Cultura Sorda). Además, las partes en la convención deben crear conciencia de los derechos humanos de las personas con discapacidad, y garantizar el acceso a las carreteras, edificios, y la información.
- Artículos 33-39: Regulan la presentación de informes y el seguimiento de la convención, incluida instituciones nacionales de derechos humanos.
- Artículos 40-50: Gobernar la ratificación, entrada en vigor, y la enmienda de la Convención. El artículo 49 exige también que la Convención estará disponible en formatos accesibles.

## Disposiciones básicas

### Principios rectores de la Convención
Como se define el objetivo de la convención:

El propósito de la presente Convención es promover, proteger y asegurar el goce pleno y en condiciones de igualdad de todos los derechos humanos y libertades fundamentales por todas las personas con discapacidad, y promover el respeto de su dignidad inherente.
Artículo 1º, inciso 1º de la Convención sobre los Derechos de las Personas con Discapacidad

La Convención y cada uno de sus artículos se basan en ocho principios rectores:

1. El respeto de la dignidad inherente, la autonomía individual, incluida la libertad de tomar las propias decisiones, y la independencia de las personas;
2. La no discriminación;
3. La participación e inclusión plenas y efectivas en la sociedad;
4. El respeto por la diferencia y la aceptación de las personas con discapacidad como parte de la diversidad y la condición humanas;
5. La igualdad de oportunidades;
6. La accesibilidad;
7. La igualdad entre el hombre y la mujer;
8. El respeto a la evolución de las facultades de los niños y las niñas con discapacidad y de su derecho a preservar su identidad.

Artículo 3º de la Convención sobre los Derechos de las Personas con Discapacidad

### Definición de discapacidad
La convención adopta un modelo social de la discapacidad, y entre ellos se define la discapacidad como:

Las personas con discapacidad incluyen a aquellas que tengan deficiencias físicas, mentales, intelectuales o sensoriales a largo plazo que, al interactuar con diversas barreras, puedan impedir su participación plena y efectiva en la sociedad en igualdad de condiciones con las demás.
Artículo 1º, inciso 2º de la Convención sobre los Derechos de las Personas con Discapacidad

### Principio de "ajustes razonables"
A los fines de la presente Convención:

Por "ajustes razonables" se entenderán las modificaciones y adaptaciones necesarias y adecuadas que no impongan una carga desproporcionada o indebida, cuando se requieren en un caso particular, para garantizar a las personas con discapacidad, el goce o ejercicio, en igualdad de condiciones con los demás, de todos los derechos humanos y libertades fundamentales.
Artículo 2º, inciso 4º de la Convención sobre los Derechos de las Personas con Discapacidad

Igualdad y no discriminación. Se reconoce que todas las personas son iguales ante la Ley y en virtud de ella y tienen derecho a la misma protección legal y a beneficiarse de la ley en igual medida, sin discriminación alguna.
Queda prohibida toda discriminación por motivos de discapacidad y garantizarán a todas las personas con discapacidad protección legal igual y efectiva contra la discriminación por cualquier motivo.

### Accesibilidad
La Convención hace hincapié en que:

[...] las personas con discapacidad puedan vivir en forma independiente y participar plenamente en todos los aspectos de la vida, los Estados Partes adoptarán medidas pertinentes para asegurar el acceso de las personas con discapacidad, en igualdad de condiciones con las demás, al entorno físico, el transporte, la información y las comunicaciones, incluidos los sistemas y las tecnologías de la información y las comunicaciones, y a otros servicios e instalaciones abiertos al público o de uso público, tanto en zonas urbanas como rurales.
Artículo 9º, nº 1 de la Convención sobre los Derechos de las Personas con Discapacidad

Los Estados Partes también adoptarán las medidas pertinentes para:

- Desarrollar, promulgar y supervisar la aplicación de normas mínimas y directrices sobre la accesibilidad de las instalaciones y los servicios abiertos al público o de uso público;
- Asegurar que las entidades privadas que proporcionan instalaciones y servicios abiertos al público o de uso público tengan en cuenta todos los aspectos de su accesibilidad para las personas con discapacidad;
- Ofrecer formación a todas las personas involucradas en los problemas de accesibilidad a que se enfrentan las personas con discapacidad;
- Dotar a los edificios y otras instalaciones abiertas al público de señalización en Braille y en formatos de fácil lectura y comprensión;
- Ofrecer formas de asistencia humana o animal e intermediarios, incluidos guías, lectores e intérpretes profesionales de la lengua de señas, para facilitar el acceso a edificios y otras instalaciones abiertas al público;
- Promover otras formas adecuadas de asistencia y apoyo a las personas con discapacidad para asegurar su acceso a la información;
- Promover el acceso de las personas con discapacidad a los nuevos sistemas y tecnologías de la información y las comunicaciones, incluida Internet;
- Promover el diseño, el desarrollo, la producción y la distribución de sistemas y tecnologías de la información y las comunicaciones accesibles en una etapa temprana, a fin de que estos sistemas y tecnologías sean accesibles al menor costo.

Artículo 9º, nº 2 de la Convención sobre los Derechos de las Personas con Discapacidad

### Situaciones de riesgo y emergencias humanitarias
La Convención hace hincapié en la ayuda humanitaria:

Los Estados Partes adoptarán, en virtud las responsabilidades que les corresponden con arreglo al derecho internacional humanitario y el derecho internacional de los derechos humanos, todas las medidas posibles para garantizar la seguridad y la protección de las personas con discapacidad en situaciones de riesgo, incluidas situaciones de conflicto armado, emergencias humanitarias y desastres naturales.
Artículo 11 de la Convención sobre los Derechos de las Personas con Discapacidad

### Derecho a la educación
El Convenio establece que las personas con discapacidad deben tener garantizado su derecho a la educación. Por lo tanto, el artículo nos explica que:

Los Estados Partes reconocen el derecho de las personas con discapacidad a la educación. Con miras a hacer efectivo este derecho sin discriminación y sobre la base de la igualdad de oportunidades, los Estados Partes asegurarán un sistema de educación inclusivo a todos los niveles así como la enseñanza a lo largo de la vida, [...]
Artículo 24º, nº 1 de la Convención sobre los Derechos de las Personas con Discapacidad

Los Estados Partes deben velar por que:
1. Los niños con discapacidad no queden excluidos de la enseñanza primaria gratuita y obligatoria ni de la enseñanza secundaria;
2. Los adultos con discapacidad tengan acceso general a educación terciaria, la formación profesional, educación de adultos y el aprendizaje permanente;
3. Las personas con discapacidad reciben el apoyo necesario, dentro del sistema general de educación, para facilitar su formación efectiva; y
4. Las medidas de apoyo personalizadas y efectivas se ponen en práctica para aprovechar al máximo el desarrollo académico y social.

Se estima que los Estados Partes deben adoptar medidas apropiadas, tales como:
1. apoyar el aprendizaje del Braille, la escritura alternativa, aumentativos y alternativos de modos, medios y formatos de comunicación y habilidades de orientación y movilidad, y facilitar el apoyo entre pares y la tutoría;
2. apoyar el aprendizaje de la lengua de signos y la promoción de la identidad lingüística de las personas sordas;
3. defendiendo que la educación de las personas, especialmente niños, que son ciegos y / o sordos, se entrega en la mayoría de los idiomas apropiados y medios de comunicación para el individuo, y
4. que emplean a los maestros, incluidos maestros con discapacidad, que estén cualificados en lengua de señas o Braille y para formar a los profesionales de la educación y la concienciación del personal acerca de la discapacidad, el uso de aumentativos y alternativos de los modos y formatos de comunicación y técnicas educativas y materiales para apoyar a las personas con discapacidad.

En palabras simples, se reconoce el derecho a la educación inclusiva, a educarse en las mismas escuelas que el resto de las personas, por ello los Estados tienen la obligación de dar apoyo para que las personas con discapacidad puedan educarse en igualdad con los demás y garantizar que accedan a la educación superior y al aprendizaje durante toda la vida.

### Derecho a vivir en forma independiente
El Convenio reconoce el derecho de las personas con discapacidad de elegir con quién y dónde vivir, por ello los Estados tienen la obligación de dar todos los apoyos necesarios para que las personas con discapacidad puedan vivir como elijan y no sean aisladas. Este derecho se encuentra reconocido en el artículo 19 de la Convención.

### Derecho a formar una familia
El Convenio reconoce el derecho de las personas con discapacidad a formar una familia, tener relaciones sexuales, tener hijos, mantener su capacidad reproductiva, etc. Ningún niño puede ser separado de sus padres porque alguno de ellos tenga discapacidad, reconocido en el artículo 23 de la Convención. 

### Derecho al trabajo y al empleo libre
El Convenio reconoce el derecho de las personas con discapacidad al empleo libre, a trabajar en el empleo que elijan. Prohíbe la discriminación por motivos de discapacidad en el empleo y obliga a los Estados a asegurar que las personas con discapacidad reciban el mismo salario y las mismas condiciones de trabajo que los demás.
Además de estas obligaciones, los Estados deben fomentar el empleo de las personas con discapacidad, asegurar su formación laboral, emplear personas con discapacidad, etc.

### Derechos de participación
La Convención sobre los Derechos de las Personas con Discapacidad reconoce que:

[...] la discapacidad es un concepto que evoluciona y que resulta de la interacción entre las personas con deficiencias y las barreras debidas a la actitud y al entorno que evitan su participación plena y efectiva en la sociedad, en igualdad de condiciones con las demás, [...]
Preámbulo, letra e) de la Convención sobre los Derechos de las Personas con Discapacidad

y

[...] las personas con discapacidad siguen encontrando barreras para participar en igualdad de condiciones con las demás en la vida social [...]
Preámbulo, letra k) de la Convención sobre los Derechos de las Personas con Discapacidad

La Convención toma a la participación de las personas con discapacidad como uno de sus principios, y señala:

Los principios de la presente Convención serán: [...] La participación e inclusión plenas y efectivas en la sociedad;
Artículo 3, letras c),  de la Convención sobre los Derechos de las Personas con Discapacidad

### Derecho de voto
El artículo sobre la participación en la vida política y pública exige que todos los Estados contratantes estarán obligado a regular:

La protección del derecho de las personas con discapacidad a emitir su voto en secreto en elecciones y referéndum públicos [...]
Artículo 29, letra a), nº ii) de la Convención sobre los Derechos de las Personas con Discapacidad

Según esta disposición, cada Estado contratante debería proporcionar los equipos de votación que permita a los votantes con discapacidad que voten con independencia y en secreto. Algunos países firmantes como Estados Unidos, Países Bajos, Eslovenia, Albania y la India permiten a los votantes con discapacidad utilizar máquinas de votación electrónica. En otros, entre ellos Azerbaiyán, Kosovo, Canadá, Ghana, Reino Unido, y la mayoría de países africanos y asiáticos, los electores con discapacidad visual pueden utilizar las papeletas en Braille o papeletas con plantillas. Otros más como España permiten a otra persona emitir el voto para los votantes ciegos o discapacitados. Acuerdo de este tipo, sin embargo, no cumple con la Convención, ya que no garantiza voto secreto.[cita requerida]
Otra condición que ese mismo artículo exige es asegurar que los Estados contratantes garanticen que los procedimientos, instalaciones y materiales electorales sean adecuados, accesibles y fáciles de entender y utilizar

La garantía de que los procedimientos, instalaciones y materiales electorales sean adecuados, accesibles y fáciles de entender y utilizar;
Artículo 29, letra a), nº i) de la Convención sobre los Derechos de las Personas con Discapacidad

En algunos países firmantes como Suecia y Estados Unidos, todos los lugares de votación ya son plenamente accesibles para los electores discapacitados.[cita requerida]

## Reservas y declaraciones interpretativas
Algunas de las partes han formulado reservas y declaraciones interpretativas a la aplicación de la Convención:
Algunos Estados que han ratificado la Convención sobre los derechos de las personas con discapacidad han tratado de precisar la aplicación del tratado por medio de declaraciones interpretativas o de reservas. En el párrafo 1 d) del artículo 2 de la Convención de Viena sobre el Derecho de los Tratados se define la "reserva" como "una declaración unilateral, cualquiera que sea su enunciado o denominación, hecha por un Estado al firmar, ratificar, aceptar o aprobar un tratado o al adherirse a él, con objeto de excluir o modificar los efectos jurídicos de ciertas disposiciones del tratado en su aplicación a ese Estado". El artículo 46 de la Convención sobre los derechos de las personas con discapacidad permite a las partes formular reservas siempre que no sean "incompatibles con el objeto y el propósito de la presente Convención".
Hasta el momento, Australia [cita requerida], Países Bajos [cita requerida], El Salvador, Malta, Mauricio y Polonia han formulado reservas a la Convención y varios Estados han formulado "declaraciones" a la misma. Debe señalarse que la terminología elegida por los Estados para calificar a sus comunicaciones de "reservas" o "declaraciones" no tiene efectos jurídicos; la naturaleza de la excepción está determinada exclusivamente por su contenido de conformidad con el artículo 2 de la Convención de Viena. En el momento de redactar el presente informe, sólo la reserva formulada por El Salvador había suscitado la objeción formal de Austria por su "redacción general e imprecisa".
Los Estados que consideren la posibilidad de formular reservas o declaraciones a propósito de la Convención deben tener en cuenta que los órganos de supervisión de tratados han expresado de manera sistemática la opinión de que las reservas reducen el alcance de la protección que brindan los tratados. De ahí que dichos órganos hayan tratado constantemente, por medio de sus respectivos mecanismos, de restringir el alcance de las reservas formuladas y de alentar su retiro por los Estados partes. Es de esperar que el Comité sobre los Derechos de las Personas con Discapacidad también tratará la cuestión de las reservas y las declaraciones formuladas por los Estados partes en la Convención durante el examen periódico de los informes de los Estados partes, previsto en el artículo 35 de la Convención.

## El Protocolo Facultativo
El Protocolo Facultativo de la Convención sobre los Derechos de las Personas con Discapacidad (OP-CRPD, por sus siglas en inglés) es una parte de acuerdo a la Convención que permite a las partes a reconocer la competencia del Comité sobre los Derechos de las Personas con Discapacidad para examinar las denuncias de particulares. De hecho, como lo muestra el artículo principal:

1. Todo Estado Parte en el presente Protocolo ("Estado Parte") reconoce la competencia del Comité sobre los Derechos de las Personas con Discapacidad ("el Comité") para recibir y considerar las comunicaciones presentadas por personas o grupos de personas sujetos a su jurisdicción que aleguen ser víctimas de una violación por ese Estado Parte de cualquiera de las disposiciones de la Convención, o en nombre de esas personas o grupos de personas.
2. El Comité no recibirá comunicación alguna que concierna a un Estado Parte en la Convención que no sea parte en el presente Protocolo.

Artículo 1º del Protocolo Facultativo de la Convención sobre los Derechos de las Personas con Discapacidad

El texto se basa en gran medida en el Protocolo Facultativo de la CEDAW de 1999.
El Convenio y su Protocolo Facultativo entraron en vigor el 3 de mayo de 2008. En la primera Conferencia de los Estados Partes, los países que han ratificado el Convenio elegirán expertos independientes que constituirán el Comité para los Derechos de las Personas con Discapacidad, el cual recibirá informes periódicos de los Estados Partes acerca de los avances que se hagan para implementar el Convenio. Los Estados Partes habrán de designar un punto central en el gobierno y crear un mecanismo nacional que promueva la implementación del Convenio. En diciembre de 2008, tiene 80 signatarios, 27 de los cuales han ratificado.

## Comité de los Derechos de las Personas con Discapacidad
El Comité de los Derechos de las Personas con Discapacidad es un órgano de expertos en derechos humanos encargados de la vigilancia de la aplicación de la Convención, inicialmente integrada por 12 expertos independientes en derechos humanos, con la mitad elegidos por un mandato de dos años y la mitad elegidos por cuatro años. Por lo tanto, como se indica:

Los Estados Partes presentarán al Comité, por conducto del Secretario General de las Naciones Unidas, un informe exhaustivo sobre las medidas que hayan adoptado para cumplir sus obligaciones conforme a la presente Convención y sobre los progresos realizados al respecto en el plazo de dos años contado a partir de la entrada en vigor de la presente Convención en el Estado Parte de que se trate.
Artículo 35 de la Convención sobre los Derechos de las Personas con Discapacidad

El Protocolo reconoce la competencia del Comité para recibir y considerar comunicaciones de individuos que se hallen bajo la jurisdicción de ese Estado y que aleguen ser víctimas de una violación, por ese Estado Parte, de cualquiera de los derechos enunciados en el Pacto. El Comité no recibirá ninguna comunicación que concierna a un Estado Parte a la Convención que no sea parte en el presente Protocolo. Posteriormente, los miembros serán elegidos para un mandato de cuatro años, con la mitad de los miembros elegidos cada dos años. Cuando la Convención ha logrado 80 ratificaciones, la Comisión se ampliará a 18 miembros.
Todos los Estados Partes están obligados a presentar informes periódicos a la Comisión se esbozan las medidas legislativas, judiciales, políticas y demás medidas que hayan adoptado para aplicar los derechos enunciados en la Convención. El primer informe se debe a los dos años de la ratificación de la Convención, entonces se deberán presentar informes cada cuatro años. El Comité examinará cada informe y abordar sus preocupaciones y recomendaciones al Estado Parte en forma de "observaciones finales".
El Comité se reunió en Ginebra, y su primera sesión se llevó a cabo del 23 al 27 de febrero de 2009. Posteriormente, el Primer período de sesiones de la Conferencia de los Estados Partes en la Convención sobre los derechos de las personas con discapacidad se celebró en Nueva York el 31 de octubre y el 3 de noviembre de 2008. 

### Miembros electos del Comité de Derechos de las personas con discapacidad
Según informa el Comité, para el año 2021, los miembros que lo integran son:
| Nombre                        | Nacionalidad       | Expiración del plazo |
| Rosa Idalia ALDANA SALGUERO   | Guatemala          | 31.12.2024           |
| Soumia AMRANI                 | Marruecos          | 31.12.2024           |
| Danlami Umaru BASHARU         | Nigeria            | 31.12.2022           |
| Gerel DONDOVDORJ              | Mongolia           | 31.12.2024           |
| Vivian FERNÁNDEZ DE TORRIJOS  | Panamá             | 31.12.2024           |
| Odelia FITOUSSI - Relatora    | Israel             | 31.12.2024           |
| Mara Cristina GABRILLI        | Brasil             | 31.12.2022           |
| Amalia GAMIO - Vicepresidenta | México             | 31.12.2022           |
| Samuel Njuguna KABUE          | Kenia              | 31.12.2024           |
| Rosemary Kayess - Presidenta  | Australia          | 31.12.2022           |
| Miyeon KIM - Vicepresidenta   | República de Corea | 31.12.2022           |
| Robert George MARTIN          | Nueva Zelanda      | 31.12.2024           |
| Floyd MORRIS                  | Jamaica            | 31.12.2024           |
| Gertrude OFORIWA FEFOAME      | Ghana              | 31.12.2022           |
| Jonas RUSKUS - Vicepresidente | Lituania           | 31.12.2022           |
| Markus SCHEFER                | Suiza              | 31.12.2022           |
| Saowalak THONGKUAY            | Tailandia          | 31.12.2024           |
| Risnawati UTAMI               | Indonesia          | 31.12.2022           |

El Comité se reunirá en Ginebra.

## Interpretaciones a la Convención sobre los Derechos de las Personas con Discapacidad acerca del aborto
Con respecto al problema de aborto y discapacidad, según el Comité de los Derechos de las Personas con Discapacidad abortar a una persona en razón de su discapacidad es una grave forma de discriminación y una violación de su derecho a la vida, teniendo el lenguaje mismo (malformaciones fetales graves) ya de por sí una carga discriminatoria.
En 2017, el Comité de los Derechos de las Personas con Discapacidad en una carta dirigida al Comité de Derechos Humanos afirmó que: “Leyes que permiten explícitamente el aborto con base en malformaciones violan la Convención sobre los Derechos de las Personas con Discapacidad (arts. 4, 5 y 8). Aun si la condición es considerada como fatal, la decisión se está tomando en base a la discapacidad. Además, a menudo no se puede determinar si una condición es fatal. La experiencia muestra que los diagnósticos sobre condiciones de discapacidad a menudo son falsos. Y aun si no es falso, el diagnóstico perpetúa nociones estereotipantes de discapacidad incompatibles con una buena vida”. El Comité ha formulado recomendaciones en esta materia a países como España, Austria, Hungría y Gran Bretaña.